# Ізра (мінтака)
Ізра (араб. منطقة ازرع mantiqah Izra) — мінтака у Сирії, що входить до складу мухафази Дар'а. Адміністративний центр — місто Ізра.

## Адміністративний поділ

Мінтака Ізра на мапі мухафази Дар'а

У свою чергу, мінтака Ізра складається з кількох адміністративних одиниць третього рівня — 6 нохій (громад або общин):
| Код      | Назва                                            | Площа      | Населення |
| -------- | ------------------------------------------------ | ---------- | --------- |
| SY120300 | нохія Ізра (nahiyah Izra)                        | 358,25 km² | 56 760    |
| SY120301 | нохія Джасім (nahiyah Jasim)                     | 120,32 km² | 39 624    |
| SY120302 | нохія Аль-Хірак (nahiyah Al-Hirak)               | 133,65 km² | 40 979    |
| SY120203 | нохія Нава (nahiyah Nawa)                        | 168,57 km² | 57 404    |
| SY120304 | нохія Аль-Шейх-Маскін (nahiyah Al-Shaykh Maskin) | 114,20 km² | 34 370    |
| SY120305 | нохія Тасіл (nahiyah Tasil)                      | 59,45 km²  | 17 778    |